# John Boyd-Carpenter
John Archibald Boyd-Carpenter (ur. 2 czerwca 1908, zm. 11 lipca 1998) – brytyjski polityk, członek Partii Konserwatywnej, minister w rządach Winstona Churchilla, Anthony’ego Edena, Harolda Macmillana i Aleca Douglasa-Home’a.
Był synem sir Archibalda Boyda-Carpentera. Wykształcenie odebrał w Stowe School oraz w Balliol College na Uniwersytecie Oksfordzkim. W 1930 r. został przewodniczącym Oxford Union. W 1931 r. uzyskał dyplomy z historii i ekonomii. W 1934 r. rozpoczął praktykę adwokacką w Middle Temple. Prakotykował w południowo-wschodnim Londynie. W 1940 r. wstąpił do Gwardii Szkockiej, z której odszedł w stopniu majora.
W 1945 r. został wybrany do Izby Gmin jako reprezentant okręgu Kingston upon Thames. Po powrocie konserwatystów do władzy w 1951 r. został finansowym sekretarzem skarbu. W latach 1954–1955 był ministrem transportu i lotnictwa cywilnego. W latach 1955–1962 był ministrem emerytur i zabezpieczenia socjalnego. W latach 1962–1964 pełnił funkcje naczelnego sekretarza skarbu i Paymaster-General. Od 1954 r. był członkiem Tajnej Rady.
Po przegranej Partii Konserwatywnej w wyborach 1964 r. Boyd-Carpenter był mówcą opozycji ds. budownictwa, samorządu lokalnego i ziemi w latach 1964–1966 r. W latach 1964–1970 był przewodniczącym Komisji Wydatków Publicznych. 1 maja 1972 r. otrzymał dożywotni tytuł parowski baron Boyd-Carpenter i zasiadł w Izbie Lordów.
W 1937 r. poślubił Margaret Mary Hall (1910 – 16 sierpnia 2003), córkę podpułkownika George’a Halla i Dorothy Coventry, córki John Coventry. John i Margaret mieli razem syna i dwie córki
- generał-porucznik Thomas Patrick John Boyd-Carpenter (ur. 16 czerwca 1938)
- Anne Mary Boyd-Carpenter (ur. 1942)
- Sarah Elizabeth Mary Boyd-Carpenter (ur. 14 maja 1946), żona Douglasa Hogga, 3. wicehrabiego Hailsham, ma dzieci